# لونکارانسار
لونکارانسار (به انگلیسی: Lunkaransar) یک منطقهٔ مسکونی در هند است که در بخش بیکانر واقع شده‌است. لونکارانسار ۲۱۳٬۶۲۷ نفر جمعیت دارد و ۱۹۱ متر بالاتر از سطح دریا واقع شده‌است.